# Старобелокатай
Старобелоката́й (баш. Иҫке Балаҡатай) — село в Белокатайском районе Республики Башкортостан Российской Федерации. Центр Старобелокатайского сельсовета.

## География

### Географическое положение
Расстояние до:
- районного центра (Новобелокатай): 11 км,
- ближайшей ж/д. станции (Ункурда): 47 км.

## Этимология
Название происходит от искаженного Бала Катай (т.е. Малый Катай или Младший Катай), по имени младшего сына легендарного хозяина этих мест по имени Катай.  

## История
Основано во второй половине XVIII века, когда русские переселенцы из Пермской губернии решили основать на этом месте свое поселение. К концу XIX века основной деятельностью местного поселению было ведение сельского хозяйства, скотоводство, пчеловодство, постепенно стали появляться ремесленнические лавки. С 1886 года — центр Старобелокатайской волости. 
Во время Гражданской войны в 1918 году, в селе учинена расправа над членами волостного революционного  комитета. В 1935 году в селе открывается школа для глухонемых, впоследствии школа будет переоборудована под сиротский приют .
В годы Великой Отечественной войны более 360 человек ушли на фронт, из них более 190 человек погибло.

## Население
| 2002 | 2009 | 2010 |
| ---- | ---- | ---- |
| 913  | ↗924 | ↘825 |

Согласно переписи 2002 года, преобладающая национальность — русские (85 %).

## Религия
В селе есть православная церковь Николая Чудотворца.

## Известные люди
- Дятлов Игнатий Семёнович  (12 января 1925 — 31 июля 1999) — командир стрелкового взвода, Герой Советского Союза.